# فيليكس كروجر
فيليكس كروجر (بالألمانية: Felix Krueger)‏ هو فيلسوف وعالم نفس ألماني، ولد في 10 أغسطس 1874 في بوزنان في بولندا، وتوفي في 25 فبراير 1948 في بازل في سويسرا.